# Grand Prix-wegrace van Frankrijk 1983
De Grand Prix-wegrace van Frankrijk 1983 was de tweede Grand Prix van het wereldkampioenschap wegrace-seizoen 1983. De races werden verreden op 3 april 1983 op het Circuit Bugatti nabij Le Mans, Frankrijk. In de trainingsweek voor deze Grand Prix verongelukte de Japanse Suzuki-testrijder Iwao Ishikawa. Tijdens de 500cc-race verongelukte de Zwitserse coureur Michel Frutschi.

## Algemeen
Na de temperaturen van meer dan 35 °C in Zuid-Afrika was de Franse Grand Prix een koude douche. De regen kwam dicht in de buurt van natte sneeuw. De Franse GP werd gekenmerkt door een groot aantal valpartijen, waarvan twee met dodelijke afloop.

## 500cc-klasse
De start van de 500cc-race ging voor de Yamaha's weer niet goed. Kenny Roberts bleef maar opschakelen om zijn voorwiel aan de grond te houden, terwijl de Honda's van Freddie Spencer, Ron Haslam en Marco Lucchinelli ervandoor gingen. Roberts werd in de eerste bocht zelfs gepasseerd door Raymond Roche op een productie-Honda RS 500. Intussen was Eddie Lawson al duwend met de onwillige Yamaha aangereden door Guido Paci, terwijl Randy Mamola was aangereden door Sergio Pellandini. Franco Uncini kreeg zijn machine pas aan de praat toen de rest er al een ronde op had zitten en kon naast teamgenoot Mamola in de pit plaatsnemen. Nadat Roche een gat in een zuiger brandde bestond de kopgroep uit Spencer, Haslam, Lucchinelli en Roberts, maar die laatste wist zich naar voren te werken en nam de leiding in de race. Hij kreeg plotseling problemen met een onwillige ontsteking, gevolgd door een gescheurde uitlaat, waardoor hij terugviel naar de vierde plaats. Spencer won de race voor Marco Lucchinelli. Ron Haslam had wat problemen gehad, want zijn grote voorsprong op Lucchinelli eindigde in een achterstand van 22 seconden. Ook opmerkelijk was dat Roberts een aanval van Marc Fontan met weinig moeite scheen te kunnen pareren, ondanks zijn problemen. Tijdens deze race viel Michel Frutschi tegen een paal van een vanghek. Hij overleed aan de gevolgen daarvan.

### Uitslag 500cc-klasse
| Pos | Coureur             | Merk              | Tijd       | Grid | Punten |
| --- | ------------------- | ----------------- | ---------- | ---- | ------ |
| 1   | Freddie Spencer     | HRC-Honda         | 47:47.90   | 2    | 15     |
| 2   | Marco Lucchinelli   | HRC-Honda         | + 14.99    | 5    | 12     |
| 3   | Ron Haslam          | HRC-Honda         | + 36.28    | 3    | 10     |
| 4   | Kenny Roberts       | Marlboro-Yamaha   | + 44.11    | 1    | 8      |
| 5   | Keith Huewen        | Yamaha            | + 44.85    | 16   | 6      |
| 6   | Marc Fontan         | Sonauto-Yamaha    | + 45.72    | 9    | 5      |
| 7   | Barry Sheene        | Suzuki            | + 46.09    | 8    | 4      |
| 8   | Guido Paci          | Honda             | + 1:30.19  |      | 3      |
| 9   | Sergio Pellandini   | Suzuki            | + 1:33.85  |      | 2      |
| 10  | Jack Middelburg     | Honda             | + 1:35.82  | 14   | 1      |
| 11  | Wolfgang von Muralt | Suzuki            | + 1:39.65  |      |        |
| 12  | Philippe Coulon     | Suzuki            | + 1:43.14  |      |        |
| 13  | Peter Sjöström      | Suzuki            | +1 ronde   |      |        |
| 14  | Maurizio Massimiani | Honda             |            |      |        |
| 15  | Louis-Luc Maisto    | Suzuki            |            |      |        |
| 16  | Walter Magliorati   | Suzuki            |            |      |        |
| 17  | Stuart Avant        | Suzuki            |            |      |        |
| 18  | Ernst Gschwender    | Suzuki            |            |      |        |
| 19  | Jon Ekerold         | Cagiva            | + 3 ronden |      |        |
| DNF | Paolo Ferretti      | Yamaha            |            |      |        |
| DNF | Alain Röthlisberger | Yamaha            |            |      |        |
| DNF | Marco Greco         | Suzuki            |            |      |        |
| DNF | Steve Parrish       | Yamaha            |            | 15   |        |
| DNF | Christophe Guyot    | Suzuki            |            |      |        |
| DNF | Eero Hyvärinen      | Suzuki            |            |      |        |
| DNF | Virginio Ferrari    | Cagiva            |            |      |        |
| DNF | Leandro Becheroni   | Suzuki            |            |      |        |
| DNF | Michel Frutschi     | Honda             | Val        | (†)  | (†)    |
| DNF | Didier de Radiguès  | Honda             |            |      |        |
| DNF | Franco Uncini       | HB-Gallina-Suzuki |            | 6    |        |
| DNF | Raymond Roche       | Honda             | Zuiger     | 10   |        |
| DNF | Gustav Reiner       | Suzuki            |            |      |        |
| DNF | Jean Lafond         | Fior              |            |      |        |
| DNF | Andreas Hofmann     | Suzuki            |            |      |        |
| DNF | Chris Guy           | Suzuki            |            | 17   |        |
| DNS | Eddie Lawson        | Marlboro-Yamaha   | Aanrijding | 4    |        |
| DNS | Randy Mamola        | HB-Suzuki         | Aanrijding | 7    |        |
| DNS | Boet van Dulmen     | Suzuki            | Blessure   | 13   |        |
| DNQ | Takazumi Katayama   | HRC-Honda         | Blessure   |      |        |
| DNQ | Iwao Ishikawa       | Suzuki            | Aanrijding | (†)  | (†)    |
| DNQ | Loris Reggiani      | HB-Gallina-Suzuki | Aanrijding |      |        |

### Top tien tussenstand 500cc-klasse
| Pos. | Coureur           | Merk              | Ptn. |
| ---- | ----------------- | ----------------- | ---- |
| 1    | Freddie Spencer   | HRC-Honda         | 30   |
| 2    | Kenny Roberts     | Marlboro-Yamaha   | 20   |
| 2    | Ron Haslam        | HRC-Honda         | 20   |
| 4    | Marco Lucchinelli | HRC-Honda         | 14   |
| 5    | Marc Fontan       | Sonauto-Yamaha    | 13   |
| 6    | Randy Mamola      | HB-Suzuki         | 6    |
| 6    | Keith Huewen      | Suzuki            | 6    |
| 8    | Franco Uncini     | HB-Gallina-Suzuki | 5    |
| 8    | Barry Sheene      | Suzuki            | 5    |
| 10   | Raymond Roche     | Honda             | 4    |

## 250cc-klasse
De 250cc-race was de meest spectaculaire van de dag. Er werd op een droge baan gestart en meteen vormde zich een kopgroep die er een stevig gevecht van maakte. Ze bestond aanvankelijk uit Jacques Cornu, Roland Freymond, Sito Pons, Jean-François Baldé, Patrick Fernandez en Jean-Louis Tournadre, maar werd later gecompleteerd met Pierre Bolle, Didier de Radiguès, Tony Head, Martin Wimmer, Guy Bertin en de jonge Alan Carter, die pas in augustus 1982 zijn internationale licentie had gekregen. Deze groep bleef in gevecht tot halverwege de race, toen Thierry Rapicault erbij kwam. Rapicault was in 1982 tweede in het Europees kampioenschap geworden en had van Sonauto een fabrieks-Yamaha TZ 250 met elektronische powervalves gekregen. Hij wist zelfs de leiding te nemen, terwijl alleen Carter hem kon volgen. Toen er toch weer wat regen viel schrok Rapicault van wat natte plekken op de baan, waardoor zijn rondetijden 2 seconden langzamer werden. Carter was niet onder de indruk van de nattigheid, passeerde en won de vierde internationale race waar hij aan deelnam. Hij verbeterde zelfs het ronderecord. Cornu wist Rapicault nog te passeren en werd tweede.

### Uitslag 250cc-klasse
| Pos | Coureur                | Merk              | Tijd      | Grid | Punten |
| --- | ---------------------- | ----------------- | --------- | ---- | ------ |
| 1   | Alan Carter            | Mitsui-Yamaha     | 42:29.91  |      | 15     |
| 2   | Jacques Cornu          | Yamaha            | + 2.43    | 4    | 12     |
| 3   | Thierry Rapicault      | Yamaha            | + 2.99    |      | 10     |
| 4   | Didier de Radiguès     | Chevallier-Yamaha | + 3.72    |      | 8      |
| 5   | Tony Head              | Armstrong-Rotax   | + 18.57   |      | 6      |
| 6   | Patrick Fernandez      | Bimota-Bartol     | + 19.69   | 2    | 5      |
| 7   | Jacques Bolle          | Yamaha            | + 25.87   |      | 4      |
| 8   | Harald Eckl            | Yamaha            | + 26.81   |      | 3      |
| 9   | Thierry Espié          | Chevallier-Yamaha | + 27.21   |      | 2      |
| 10  | Jean-Marc Toffolo      | Morena-Rotax      | + 27.45   |      | 1      |
| 11  | Jean-Michel Mattioli   | Yamaha            | + 29.33   |      |        |
| 12  | Pierre Bolle           | Yamaha            | + 24.30   | 7    |        |
| 13  | Sito Pons              | JJ Cobas-Rotax    | + 25.10   | 9    |        |
| 14  | Iván Palazzese         | Yamaha            | + 35.47   |      |        |
| 15  | Jean-François Baldé    | Chevallier-Yamaha | + 42.95   |      |        |
| 16  | Bruno Lüscher          | Yamaha            | + 44.00   |      |        |
| 17  | Christian Estrosi      | Pernod            | + 48.54   | 5    |        |
| 18  | Reinhold Roth          | Fath-Yamaha       | + 53.91   |      |        |
| 19  | Ikeda Tasuda           | Yamaha            | + 1:02.57 |      |        |
| 20  | Paolo Ferretti         | Yamaha            | + 1:07.27 |      |        |
| 21  | Carlos Cardús          | JJ Cobas-Rotax    | + 1:48.72 |      |        |
| DNF | Carlos Lavado          | Venemotos-Yamaha  |           |      |        |
| DNF | Christian Sarron       | Sonauto-Yamaha    | Vastloper | 1    |        |
| DNF | Martin Wimmer          | Mitsui-Yamaha     |           | 3    |        |
| DNF | Jean-Louis Guignabodet | Yamaha            |           |      |        |
| DNF | Guy Bertin             | MBA               |           |      |        |
| DNF | Roland Freymond        | Armstrong-Rotax   |           |      |        |
| DNF | Donnie Robinson        | Mitsui-Yamaha     |           |      |        |
| DNF | Bernard Fau            | Yamaha            |           |      |        |
| DNF | Jean-Louis Tournadre   | Sonauto-Yamaha    | Val       | 6    |        |
| DNF | Edwin Weibel           | Yamaha            |           |      |        |
| DNF | Gabriel Gabria         | Yamaha            |           | 10   |        |
| DNQ | Hervé Guilleux         | Kawasaki          |           | 40   |        |
| DNQ | Mar Schouten           | MBA               |           |      |        |
| DNQ | Alan North             | Yamaha            |           |      |        |
| DNQ | Ángel Nieto            | Rotax             |           |      |        |
| DNQ | Manfred Herweh         | Real-Rotax        |           |      |        |
| DNQ | Peter Looijesteijn     | Waddon-Rotax      |           |      |        |

### Top tien tussenstand 250cc-klasse
| Pos. | Coureur             | Merk              | Ptn. |
| ---- | ------------------- | ----------------- | ---- |
| 1    | Didier de Radiguès  | Chevallier-Yamaha | 20   |
| 2    | Jacques Cornu       | Yamaha            | 18   |
| 3    | Jean-François Baldé | Chevallier-Yamaha | 15   |
| 3    | Alan Carter         | Mitsui-Yamaha     | 15   |
| 5    | Patrick Fernandez   | Bimota-Bartol     | 13   |
| 6    | Thierry Rapicault   | Sonauto-Yamaha    | 12   |
| 7    | Hervé Guilleux      | Kawasaki          | 10   |
| 8    | Tony Head           | Armstrong-Rotax   | 6    |
| 9    | Manfred Herweh      | Real-Rotax        | 5    |
| 10   | Carlos Lavado       | Venemotos-Yamaha  | 4    |
| 10   | Jacques Bolle       | Yamaha            | 4    |

## 125cc-klasse
Ricardo Tormo kreeg door de regen in Frankrijk alleen maar meer zelfvertrouwen, want hij stond op de grid al grappen te maken. Hij startte ook als snelste en reed onbedreigd naar de eerste plaats. Zijn concurrenten zaten op de beide Garelli's: Ángel Nieto en Eugenio Lazzarini. Nieto startte echter slecht en in zijn drang om naar voren te komen viel hij in de tweede ronde. Lazzarrini reed achter de achtervolgende groep met Bruno Kneubühler, August Auinger en Johnny Wickström. Garelli-constructeur Jan Thiel meldde intussen al in de pit dat het team zich vergist had door Lazzarini met intermediates te laten vertrekken. Toen het weer opklaarde kon Lazzarini toch naar de tweede plaats rijden, maar hij viel net als Auinger uit door een vastloper. Kneubühler moest intussen zijn tweede positie prijsgeven aan Jean-Claude Selini en Maurizio Vitali en viel zelfs terug naar de zevende plaats.

### Uitslag125cc-klasse
| Pos | Coureur                | Merk    | Tijd       | Grid | Punten |
| --- | ---------------------- | ------- | ---------- | ---- | ------ |
| 1   | Ricardo Tormo          | MBA     | 45:25.16   | 1    | 15     |
| 2   | Jean-Claude Selini     | MBA     | + 35.51    |      | 12     |
| 3   | Maurizio Vitali        | MBA     | + 41.23    |      | 10     |
| 4   | Johnny Wickström       | MBA     | + 43.43    | 9    | 8      |
| 5   | Thomas Møller-Pedersen | MBA     | + 43.70    |      | 6      |
| 6   | Jikka Jaakkola         | MBA     | + 48.99    |      | 5      |
| 7   | Bruno Kneubühler       | MBA     | + 1:10.17  | 4    | 4      |
| 8   | Giuseppe Ascareggi     | MBA     | + 1:11.04  |      | 3      |
| 9   | Pierluigi Aldrovandi   | MBA     | + 1:12.59  |      | 2      |
| 10  | Patrick Lagrive        | MBA     | + 1:22.49  |      | 1      |
| 11  | Willi Hupperich        | MBA     | + 1:44.28  |      |        |
| 12  | Peter Sommer           | MBA     | + 1:46.85  |      |        |
| 13  | Stefan Dörflinger      | MBA     | + 2:57.33  | 10   |        |
| 14  | Helmut Lichtenberg     | MBA     | +1 ronde   |      |        |
| 15  | Libero Piccirillo      | MBA     |            |      |        |
| 16  | Rolf Rüttimann         | MBA     |            |      |        |
| 17  | Patrick Daudier        | MBA     |            |      |        |
| 18  | Joe Genoud             | MBA     | + 2 ronden |      |        |
| 19  | Antonio Boronat        | MBA     | + 3 ronden |      |        |
| 20  | Eso Kytola             | MBA     |            | 5    |        |
| DNF | Ángel Nieto            | Garelli | Val        | 6    |        |
| DNF | Eugenio Lazzarini      | Garelli | Vastloper  | 2    |        |
| DNF | Hans Müller            | MBA     |            |      |        |
| DNF | Fausto Gresini         | MBA     |            | 3    |        |
| DNF | August Auinger         | MBA     |            | 7    |        |
| DNF | Gerhard Waibel         | MBA     |            |      |        |
| DNF | Stefano Caracchi       | MBA     |            |      |        |
| DNF | Willy Pérez            | MBA     |            | 8    |        |
| DNF | Lucio Pietroniro       | MBA     |            |      |        |
| DNF | Henk van Kessel        | MBA     | Val        |      |        |
| DNF | Anton Straver          | MBA     | Val        |      |        |
| DNF | Alfred Waibel          | Real    |            |      |        |
| DNF | Per-Edvard Carlsson    | MBA     |            |      |        |
| DNF | Hans Spaan             | MBA     | Krukas     |      |        |

### Top tien tussenstand 125cc-klasse
Conform wedstrijduitslag

## 50cc-klasse
De coureurs van de 50cc-klasse die de Franse GP moest openen stonden bibberend van de kou in de stromende regen aan de start. Stefan Dörflinger startte als snelste en liet vanaf het begin het hele veld snel achter zich. Zij grootste concurrent Eugenio Lazzarini kreeg zijn Garelli pas aan de praat toen Dörflinger al ongeveer een kilometer had afgelegd. Hagen Klein lag op de tweede plaats met een kleine voorsprong op een groepje met Paul Rimmelzwaan, Ingo Emmerich en aanvankelijk ook Hans Spaan, die echter uitviel door een afgebroken demper. Die hele groep, inclusief Klein, werd echter voorbijgereden door Lazzarini, die zijn enorme achterstand had goedgemaakt, maar toch nog driekwart minuut achter Dörflinger finishte.

### Uitslag 50cc-klasse
| Pos | Coureur             | Merk         | Tijd       | Grid | Punten |
| --- | ------------------- | ------------ | ---------- | ---- | ------ |
| 1   | Stefan Dörflinger   | Kreidler     | 36:35.20   | 2    | 15     |
| 2   | Eugenio Lazzarini   | Garelli      | + 47.21    | 1    | 12     |
| 3   | Hagen Klein         | FKN-Kreidler | + 1:05.28  | 4    | 10     |
| 4   | Ingo Emmerich       | Kreidler     | + 1:37.36  |      | 8      |
| 5   | Paul Rimmelzwaan    | Roton        | + 1:55.23  | 9    | 6      |
| 6   | George Looijesteijn | Kreidler     | + 2:03.61  | 12   | 5      |
| 7   | Paul Bordes         | Moto 2L      | +1 ronde   |      | 4      |
| 8   | Theo Timmer         | Casal        |            | 3    | 3      |
| 9   | Hans Koopman        | Kreidler     |            | 8    | 2      |
| 10  | Massimo De Lorenzi  | Minarelli    |            |      | 1      |
| 11  | Rainer Scheidhauer  | Kreidler     |            | 10   |        |
| 12  | Ramon Gali          | Bultaco      |            |      |        |
| 13  | Reiner Koster       | M1           |            |      |        |
| 14  | Klaus Kull          | Kawadrom     |            |      |        |
| 15  | Hans-Joachim Ritter | Kreidler     |            |      |        |
| 16  | Jos van Dongen      | Kreidler     |            |      |        |
| 17  | Chris Baert         | Kreidler     | + 2 ronden |      |        |
| 18  | Mika-Sakari Komu    | Kreidler     |            |      |        |
| 19  | Gérard Velay        | Kreidler     |            |      |        |
| 20  | Jean-Marc Velay     | Kreidler     |            |      |        |
| DNF | Claudio Lusuardi    | Villa        | Val        | 6    |        |
| DNF | Hans Spaan          | Kreidler     |            | 11   |        |
| DNF | Rainer Kunz         | FKN-Kreidler |            |      |        |
| DNF | Gerhard Bauer       |              |            | 5    |        |
| DNF | Zdravko Matulja     | Tomos        |            |      |        |
| DNF | Gerhard Singer      | Kreidler     |            |      |        |
| DNF | Paolo Priori        | Paolucci     |            |      |        |
| DNF | Hans Jürgen Hummel  | Sachs        |            | 7    |        |

### Top tien tussenstand 50cc-klasse
Conform wedstrijduitslag

## Zijspanklasse
Egbert Streuer/Bernard Schnieders reden heel even aan de leiding, maar werden al snel gepasseerd door Rolf Biland/Kurt Waltisperg, die weer niet bij te houden waren. Streuer had al moeite genoeg om zijn tweede plaats te verdedigen tegen Werner Schwärzel/Andreas Huber, Mick Barton/Simon Birchall en Steve Abbott/Shaun Smith. Die laatsten waren bijzonder wild aan het rijden en torpedeerden de combinatie van Streuer/Schnieders. Abbott vloog daarbij over de kop, maar Streuer kon met een zwaar beschadigde uitlaat zijn race nog even voortzetten, tot de motor door die beschadigde uitlaat vastliep. Alain Michel was met zijn oude bakkenist Claude Monchaud al kansloos door zijn slechte start, maar viel ook uit. Zo reed Barton naar de tweede plaats met driekwart minuut achterstand op Biland, terwijl Schwärzel slechts derde werd.

### Uitslag zijspanklasse
| Pos | Coureur              | Bakkenist          | Merk                  | Tijd       | Grid | Punten |
| --- | -------------------- | ------------------ | --------------------- | ---------- | ---- | ------ |
| 1   | Rolf Biland          | Kurt Waltisperg    | Krauser-LCR-Yamaha    | 39"32'04   | 1    | 15     |
| 2   | Mick Barton          | Simon Birchall     | Windle-Yamaha         | 40"15'34   | 9    | 12     |
| 3   | Werner Schwärzel     | Andreas Huber      | Krauser-Seymaz-Yamaha | 40"15'66   | 3    | 10     |
| 4   | Masato Kumano        | Kunio Takeshima    | LCR-Yamaha            |            |      | 8      |
| 5   | Hermann Huber        | Wolfgang Möckel    | LCR-Yamaha            |            |      | 6      |
| 6   | Alfred Zürbrugg      | Martin Zürbrugg    | Seymaz-Yamaha         |            |      | 5      |
| 7   | Egon Schons          | Eckart Rösinger    | Busch-Yamaha          |            |      | 4      |
| 8   | Theo van Kempen      | Geral de Haas      | LCR-Yamaha            |            | 18   | 3      |
| 9   | Hans Hügli           | Pierre Gonin       | Seymaz-Yamaha         |            |      | 2      |
| 10  | Jean-François Monnin | Karl Paul          | Seymaz-Yamaha         |            |      | 1      |
| DNF | Egbert Streuer       | Bernard Schnieders | LCR-Yamaha            | Vastloper  | 4    |        |
| DNF | Steve Abott          | Shaun Smith        | Seymaz-Yamaha         | Aanrijding |      |        |
| DNF | Hein van Drie        | Wim van Dis        | LCR-Yamaha            | Vastloper  |      |        |
| DNF | Alain Michel         | Claude Monchaud    | Krauser-LCR-Yamaha    |            | 2    |        |
| DNF | Derek Jones          | Brian Ayres        | LCR-Yamaha            |            | 5    |        |

### Top tien tussenstand zijspanklasse
Conform wedstrijduitslag

## Trivia

### HB-Suzuki
Geen enkele van de vier HB-Suzuki's reed een ronde tijdens de race. Loris Reggiani was gewond geraakt bij het trainingsongeval waarbij Iwao Ishikawa om het leven kwam, Toni Mang had een knieblessure door een ski-ongeval, Randy Mamola werd van achteren geramd toen zijn motor niet wilde aanslaan en Franco Uncini gaf op toen zijn motor pas aansloeg toen de rest al een ronde had afgelegd.
1920 · 1921 · 1922 · 1923 · 1924 · 1925 · 1926 · 1927 · 1928 · 1929 · 1930 · 1931 · 1932 · 1933 · 1935 · 1936 · 1937 · 1938 · 1939 · 1949 · 1951 ·  1953 · 1954 · 1955 · 1958 · 1959 · 1960 · 1961 · 1962 · 1963 · 1964 · 1965 · 1966 · 1967 · 1969 · 1970 · 1972 · 1973 · 1974 · 1975 · 1976 · 1977 · 1978 · 1979 · 1980 · 1981 · 1982 · 1983 · 1984 · 1985 · 1986 · 1987 · 1988 · 1989 · 1990 · 1991 · 1992 · 1994 · 1995 · 1996 · 1997 · 1998 · 1999 · 2000 · 2001 · 2002 · 2003 · 2004 · 2005 · 2006 · 2007 · 2008 · 2009 · 2010 · 2011 · 2012 · 2013 · 2014 · 2015 · 2016 · 2017 · 2018 · 2019 · 2020 · 2021 · 2022 · 2023 · 2024 · 2025